# Columbia (fluviu)
Columbia  este unul dintre cele mai lungi fluvii ale Americii de Nord. Fluviul izvorăște din lacul cu același nume, un rezervor mic de apă, situat la vest de lanțul principal al Munților Stâncoși. Râul Columbia are o lungime de 1 953 km, fiind cea mai lungă apă curgătoare din vestul Americii de Nord, având totodată debitul cel mai mare dintre toate fluviile nord americane care se varsă în Oceanul Pacific. Împreună cu afluentul său de stânga, Râul Snake, atinge lungimea de 2 240 km. Bazinul său de colectare are o suprafață de 668 217 km². Fluviul a fost numit în anul 1792 după numele corăbiei Columbia Rediviva comandată de căpitanul american Robert Gray, care a fost și primul explorator de origine europeană ce a urcat pe fluviu. În anul 1805, exploratorii Lewis și Clark au ajuns pe un drum pe uscat la fluviu, iar în anul 1814 fluviul a fost complet cartografiat de către David Thompson.

## Parcurs
Columbia își începe călătoria pe teritoriul districtului Kooteney, din partea de sud a provinciei canadiene Columbia Britanică.
Ea curge mai întâi spre nord - vest, printr-o vale lungă și îngustă, în Munții Stâncoși. Această regiune a fost cândva foarte activă din punct de vedere seismic, o dovadă în acest sens fiind numeroasele izvoare fierbinți, cum ar fi Hot Springs sau Radium Hot Springs. Apoi, fluviul cotește brusc spre sud, ocolește Munții Selkirk și traversează Lacul Arrow. Înainte de a părăsi teritoriul Canadei și de a ajunge în statul american  Washington, fluviul se unește cu doi dintre afluenții săi, Kootenay și Pend Oreille.
Pe suprafața Statelor Unite, fluviul curge mai întîi spre sud, apoi formează un cot uriaș numit Big Bend. În apropiere de Kennewick, râul Snake se varsă în fluviu. Columbia se întoarce  apoi spre vest și marchează granița dintre statele Washington și Oregon. În final, după ce trece de Portland, se varsă în  Oceanul Pacific printr-un estuar.

## Nume
Columbia a purtat inițial numele de Oregon, la fel ca unul dintre statele americane de pe Coasta de Vest.
Exploratorul american Robert Gray a cercetat gura de vărsare a fluviului Columbia încă din anul 1792, dând acestui mare fluviu al Vestului numele de Columbia după nava sa "Columbia Rediviva".

## Istorie
Cumpărând Louisiana, americanii au dobândit un teritoriu imens în nord-vestul Statelor Unite de astăzi. Pentru a explora teritoriile de la nord de Mississippi, președintele Thomas Jefferson a dat ordin să fie organizată o expediție, care a primit sarcina să catalogheze fauna și flora locală și să stabilească contacte cu pieile-roșii. Conducerea expediției a fost preluată de Meriwether Lewis și de William Clark. Pregătirile au început în anul 1803, iar în luna mai a anului următor, exploratorii au pornit la drum din Saint Louis. Membrii expediției lui Clark au petrecut iarna anului 1804 în gazdă la amerindienii din tribul Mandan, care locuiau teritoriul de astăzi al statelor Dakota de Nord și de Sud. În primăvara anului următor, echipa și-a continuat marșul, urcând în amontele râului Missouri, până la izvoarele acestuia. În noiembrie 1805, cercetătorii au ajuns pețărmul Pacificului. Pe malul fluviului Columbia, care străbătea ținuturi complet recunoscute pe atunci, Lewis și Clark s-au întâlnit la începutul iernii și au rămas aici până în primăvara următoare. Anterior, ei exploraseră și cursul inferior al fluviului. Pe urmele  expediției lui Lewis și Clark a pornit, în 1811, David Thompson, primul european-american care a întreprins o astfel de călătorie și care a mers de-a lungul malurilor fluviului Columbia, de la izvoarele acestuia până la gura de vărsare.

## Geografie
Fluviul Columbia, ale cărui ape străbat o regiune muntoasă, formează numeroase praguri și cascade. Cel mai impresionant sector al său se găsește în Podisul Columbia, unde fluviul a săpat un canion adânc. Un alt sector interesant poate fi  întâlnit la traversarea Muntilor Cascadelor, unde aceasta a dat naștere defileului numit Columbia Gorge. Panta accentuată în combinație cu debitul mare al apei 8470 m³ la vărsare creează condiții ideale pentru construirea de baraje și de hidrocentrale. Pe cursul fluviului au fost ridicate unsprezece astfel de construcții. În ciuda prezenței barajelor, Columbia este navigabilă, prin ecluze, pe o distanță de 1.038 de kilometri.

## Galerie

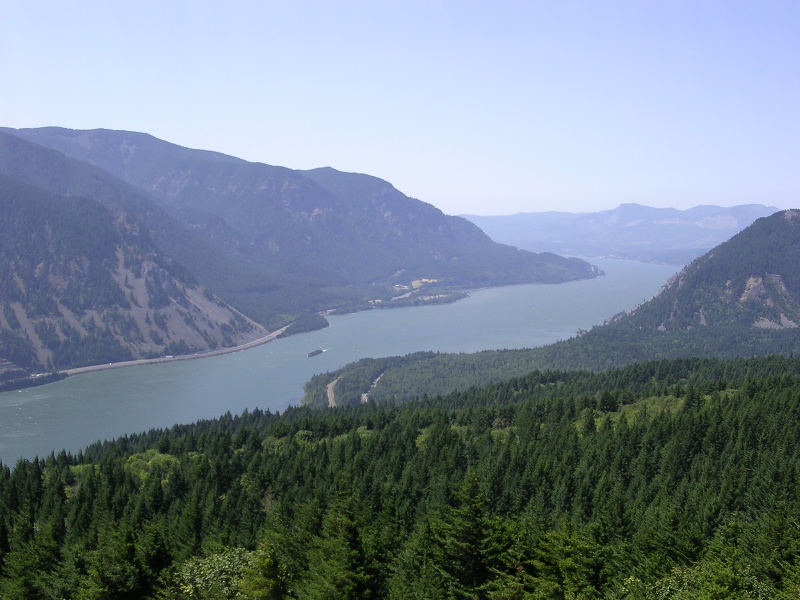
Columbia în Oregon
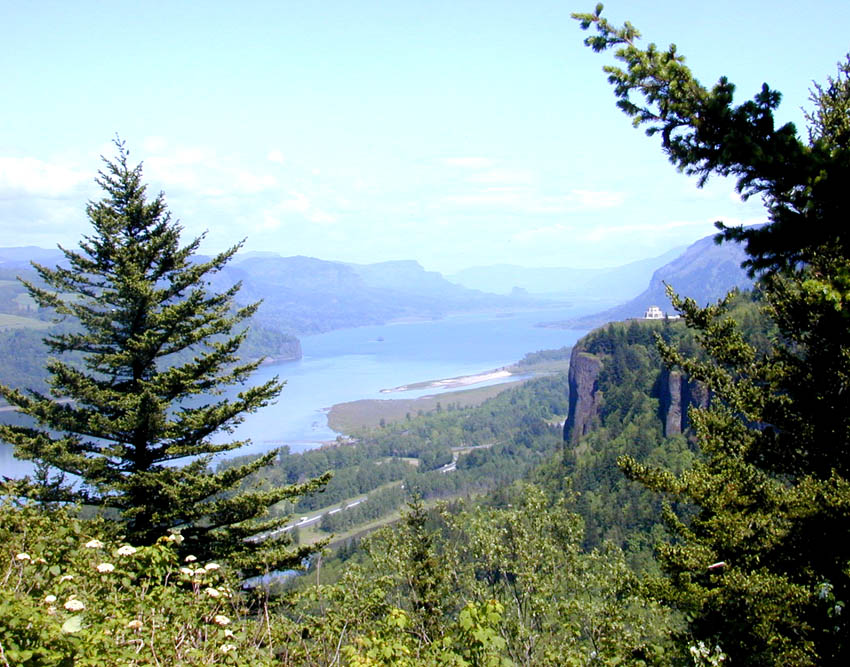
Defileul Columbia Gorge
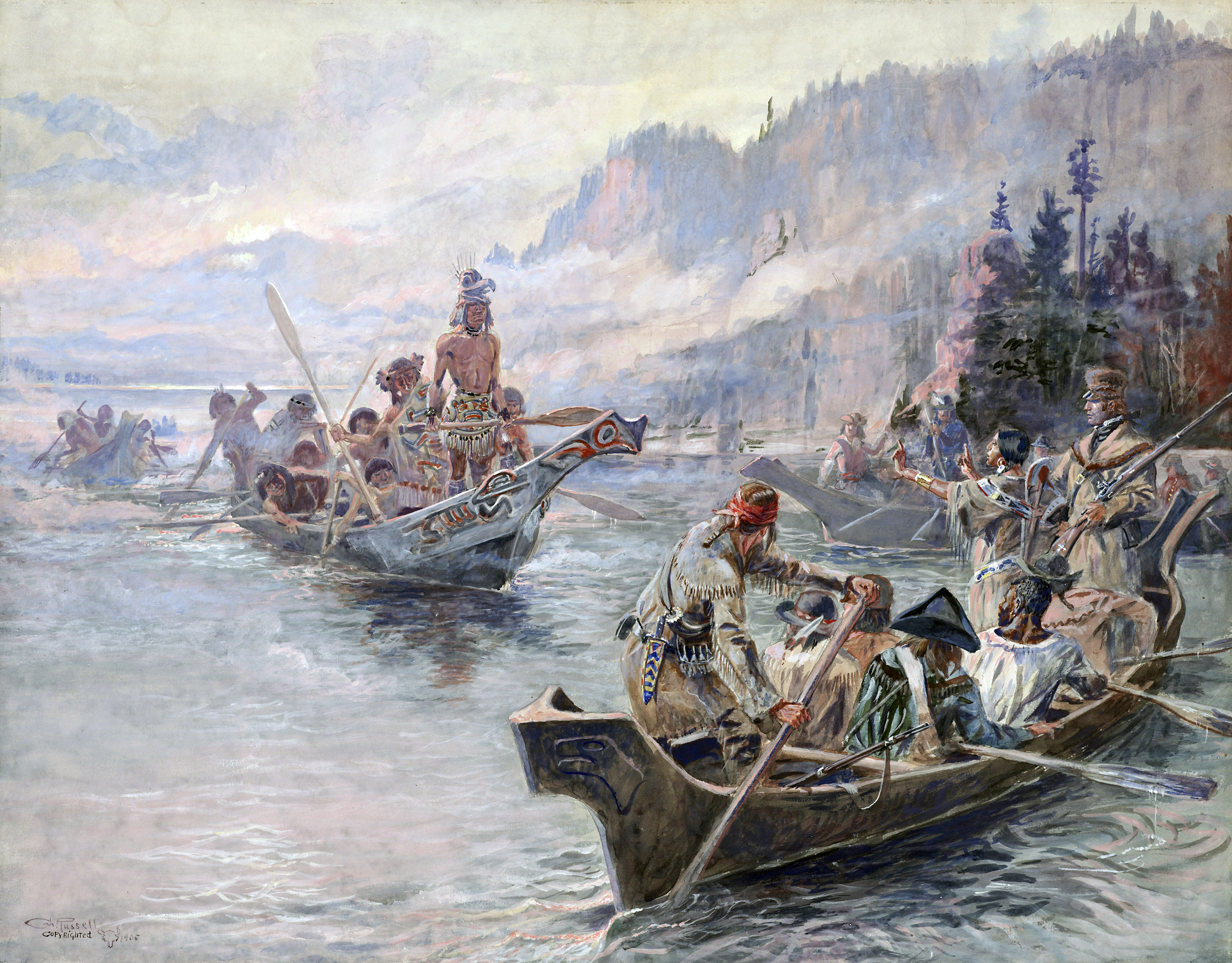
Expediţia Lewis şi Clark pe Columbia